# Śpiew polifoniczny w regionie horehrońskim
Śpiew polifoniczny w regionie horehrońskim (słow. Horehronský viachlasný spev) – rodzaj tradycyjnego wielogłosowego śpiewu wykonywanego w Dolinie Górnego Hronu (słow. Horehronie) w środkowej Słowacji.
Od 7 grudnia 2017 roku tradycja wpisana jest na listę reprezentatywną niematerialnego dziedzictwa kulturowego UNESCO.

## Pochodzenie
Horehroński śpiew polifoniczny jest typowy dla wsi górnego (północnego) i dolnego (południowego) Horehronia. Do pierwszej grupy należą wsie Šumiac, Telgárt i Vernár, zaś do drugiej – Heľpa, Pohorelá, Polomka i Závadka nad Hronom.
Tradycja śpiewu polifonicznego w tym regionie wywodzi się z elementów pasterskiego trybu życia wprowadzonych na te tereny wraz z osadnictwem wołoskim, które miało miejsce od XIV do XVII wieku. Pasterze, by porozumiewać się na nieraz duże odległości, używali intensywnej, gardłowej ekspresji o wyraźnych współbrzmieniach polifonicznych, która to umożliwiała. Na kulturę wokalną Horehronia, zwłaszcza w jego wschodniej części (Šumiac, Telgárt i Vernár), duży wpływ miały również pieśni kościelne, głównie greckokatolickie. Stąd też wynikają niewielkie, choć zauważalne, różnice interpretacyjne oraz w kreacji brzmienia śpiewu z wiosek górnego i dolnego Horehronia.

## Charakterystyka
Horehronský viachlasný spev cechuje się zmienną solową melodią wstępną (tzw. predspev), po której następuje bardziej statyczna odpowiedź żeńskiego lub męskiego chóru. Jego punktem kulminacyjnym są wykonywane równocześnie melodie o bogatych wariacjach składających się z dwóch-trzech części, z których każda jest modyfikacją melodii wstępnej. Pieśni wykonywane mogą być w ten sposób a cappella lub z instrumentacją przez mężczyzn, mieszane grupy kobiet i mężczyzn oraz grupy żeńskie. Śpiew wielogłosowy nie ma ustalonego schematu – każde wykonanie, a w obrębie pieśni nawet każda zwrotka, mogą być wyjątkowe.
Jedną z najbardziej znanych wykonywanych polifonicznie pieśni jest Na kráľovej holi. Poszczególne pieśni odnoszą się tradycyjnie najczęściej do prac w polu, a nowe utwory pojawiają się w związku z mającymi wpływ na życie ludzi wydarzeniami w sferze publicznej. Współcześnie często wykonywane są spontanicznie podczas świąt i uroczystości rodzinnych. Tradycja wciąż podtrzymywana jest oraz przekazywana z pokolenia na pokolenie również dzięki zespołom folklorystycznym, lokalnym władzom samorządowym i indywidualnym artystom. Horehroński śpiew polifoniczny jest także prezentowany w ramach organizowanych od 1966 roku Horehrońskich Dni Śpiewu i Tańca.